# Mandril
O mandril (Mandrillus sphinx) é um primata da família dos Cercopithecidae (Macacos do velho mundo), parentes próximos dos babuínos e ainda mais próximos do dril. Tanto o mandril quanto o dril eram antes classificados como babuínos do gênero Papio, mas pesquisas recentes determinaram que eles deveriam constituir um gênero à parte, Mandrillus.

## Descrição

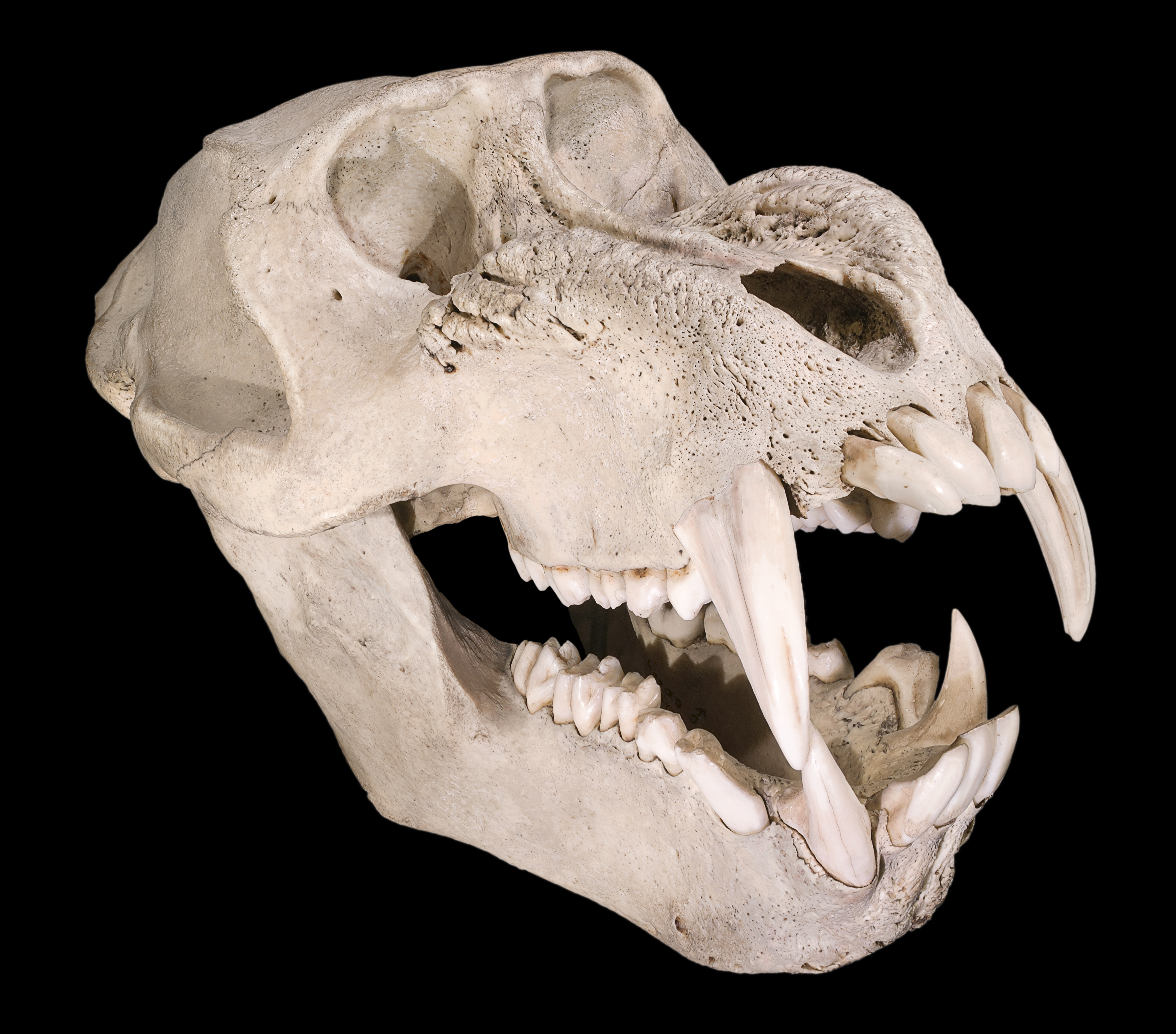
Crânio de um mandril do sexo masculino.

O mandril é reconhecido pela sua pelagem verde-oliva e a face e nádegas multicoloridas nos machos, coloração que se torna mais intensa à medida que chega a maturidade sexual, tornando-se ainda mais pronunciada nos momentos de excitação. Nas fêmeas a coloração é mais neutra. A coloração nas nádegas, crê-se, ajuda na visibilidade entre os membros da espécie dentro da floresta e ajuda o deslocamento em grupo. Os machos podem chegar a 35 quilogramas. Eles podem crescer até medirem cerca de um metro e podem viver até 25 anos. As fêmeas alcançam a maturidade sexual com aproximadamente 3,5 anos.

## Distribuição e habitat
O mandril pode ser encontrado nas florestas tropicais do sul dos Camarões, Gabão, Guiné Equatorial e República do Congo. Sua distribuição está limitada pelo rio Sanaga ao Norte e os rios Ogoué e Ivindo a leste. Recentes pesquisas sugerem que as populações de mandris presentes ao Norte e ao Sul do rio Ogoué são geneticamente tão diferentes a ponto de poderem ser consideradas diferentes sub-espécies.

## Ecologia
Mandris são seres sociais e podem ser achados em grupos de até 800 indivíduos, geralmente fêmeas e jovens liderados por um macho dominante. Muitos machos adultos são solitários. É impossível estimar o tamanho exato de um grupo na floresta. Para estimar o número de integrantes de um grupo, foi por vezes necessário filmar grupos cruzando espaços vazios entre florestas ou atravessando estradas e contar a partir das imagens passadas em câmera-lenta. O maior grupo observado dessa maneira apresentava mais de 1.300 indivíduos, no Parque Internacional de Lopé, no Gabão - o maior grupo de primatas não humanos jamais observado. Seus principais predadores naturais são os leopardos. Um grande grupo de mandris pode causar dano para a colheita, por isso, em muitas regiões, eles são vistos como pragas.

## Dieta
O mandril é um animal onívoro. Geralmente, consome plantas, das quais ele come mais de uma centena de espécies. Este animal se alimenta de frutas, folhas, lianas, cascas, caules e fibras. Também consome artrópodes, ovos e até pequenos vertebrados, como aves, tartarugas, sapos, porcos espinho, ratos e musaranhos.

## Conservação e ameaças
Os mandris são caçados para alimentação humana por todo o seu território. Utilizam-se armas de fogo, cães e redes. Nos Camarões, o habitat perdido para a agricultura também é uma grande ameaça. Embora o mandril normalmente não cace grandes presas, os machos já foram observados caçando e consumindo pequenas espécies de antílopes.